# Мачерата (провінція)
Провінція Мачерата (італ. Provincia di Macerata) — провінція в Італії, у регіоні Марке. 
Площа провінції — 2 774 км², населення — 326 022 осіб.
Столицею провінції є місто Мачерата.

## Географія
Межує на півночі з провінцією Анкона, на півдні з провінцією Фермо, на південному заході з провінцією Асколі-Пічено і на заході з регіоном Умбрія (провінцією Перуджа).